# Casinaria meridionalis
Casinaria meridionalis är en stekelart som först beskrevs av Turner 1919.  Casinaria meridionalis ingår i släktet Casinaria och familjen brokparasitsteklar. Inga underarter finns listade.